# Cambarus cracens
Cambarus cracens е вид ракообразно от семейство Cambaridae. Видът е застрашен от изчезване.

## Разпространение и местообитание
Разпространен е в САЩ (Алабама).
Обитава пясъчните дъна на сладководни басейни, реки и потоци.